# Lempert Károly
Lempert Károly (Budapest, 1924. szeptember 7. – 2019. augusztus 27.) Széchenyi-díjas kémikus, egyetemi tanár, a kémiai tudomány doktora, a Magyar Tudományos Akadémia rendes tagja. A magyarországi szerves kémiai kutatások kimagasló jelentőségű alakja, tudományos kutatásai elsősorban a gyógyászatilag is jelentős heterociklusos vegyületek kémiájára és szintézisére, a szerves reakciók egyes speciális kérdéseire (gyűrűtranszformáció, fotokémia stb.) irányultak.

## Életútja
A Pázmány Péter Tudományegyetemen szerzett vegyészi oklevelet 1948-ban. 1948–1949-ben a Chinoin Gyógyszerárugyár munkatársa volt, 1949–1951-ben pedig a Szerves Vegyipari Kutatóintézetben dolgozott. 1951-től három éven át aspirantúráját végezte a Budapesti Műszaki Egyetem (BME) szerves kémiai tanszékén, aminek eredményeként 1955-ben a kémiai tudomány kandidátusa lett. 1954-től 1961-ig az MTA Kísérleti Orvostudományi Kutatóintézetében dolgozott. 1960-tól a BME szerves kémiai tanszékén oktatott előbb docensi, majd – a kémiai tudomány doktora cím megszerzését követően – 1963 és 1994 között egyetemi tanári címmel. 1962 és 1978 között tanszékvezetőként irányította az oktatómunkát. 1962-től ugyancsak 1994-ig volt az MTA által a BME-n létrehozott alkaloidkémiai tanszéki kutatócsoport vezetője. 1994. évi nyugdíjazása után professor emeritusként segítette a tanszéki munkát.

## Munkássága
Pályája során a legjelentősebb eredményeket hozó kutatásai a szerves vegyületek, s különösen a nitrogén heteroatomot tartalmazó heterociklusos vegyületek kémiájára irányultak. Számos gyógyászati szempontból is jelentős szerves vegyület előállítása fűződik a nevéhez. Kísérleteket végzett többek között helyi érzéstelenítő hatású vegyületek előállítására, de átfogóan is vizsgálta a kémiai szerkezet és a gyógyhatás összefüggéseit. Elsőként szintetizált stabilis gyűrűs ureideket (más néven acilkarbamideket), és igazolta ezek szerepét a karboxilkondenzációval járó reakciókban. Ez irányú kutatásai révén további sikereket ért el a béta-laktámok szintetizálása terén is. Tanulmányozta a béta-laktám-származékok szerves reakciója során jelentkező gyűrűtranszformációt, s eljárásokat dolgozott ki heterociklusos gyűrűrendszerek (pl. triazin) előállítására. Behatóan vizsgálta a tautoméria jelenségét, s ugyancsak elsőként izolálta sikeresen heterociklusos vegyületek egymással izomer módosulatait.
Fotokémiai vizsgálatai elsősorban biológiailag aktív, aromás jellegű heterociklusos gyűrűkre (pl. hidantoin, 2-amino-3,5-dihidroimidazol vagy glikociamidin) irányultak. Pályája későbbi szakaszában tudományos érdeklődése a halogénszármazékok és nukleofil reagensek közötti nem konvencionális szerves reakciók felé fordult.
1964-ben megjelent szerveskémia-tankönyvét 1970-ig évről évre újranyomták. 1976 után szerkesztőbizottsági tagja volt az Acta Chimica című akadémiai szakfolyóiratnak.

### Társasági tagságai és elismerései
1970-ben a Magyar Tudományos Akadémia levelező, 1982-ben rendes tagjává választották. Tagja az MTA szerves és biomolekuláris kémiai bizottságának, 1989 és 1995 között részt vett a Tudományos Minősítő Bizottság munkájában. Alelnöki feladatokat látott el a Magyar Kémikusok Egyesületének szerves és gyógyszerkémiai szakosztályában, 1994-től tiszteleti tagja az Osztrák Kémikusok Társaságának.
Munkássága elismeréseként 1989-ben Apáczai Csere János-díjat kapott, 1994-ben pedig Széchenyi-díjat vehetett át.

### Főbb művei
- A 2-tiouracilok, izocitozinok és kondenzált származékaik (kinazolin-, tiazolopirimidin-, imidazopirimidin-sorbeli stb. analogonok) kémiája I–II. Budapest: Akadémiai. 1961–1962.
- Szerves kémia I–II. Budapest: Tankönyvkiadó. 1964.
- Szerves kémia. Budapest: Műszaki. 1976.
- Szerves halogénszármazékok néhány szokatlan reakciója nukleofilekkel. Budapest: Akadémiai Kiadó. 1985.